# Белых, Александр Юрьевич
Александр Юрьевич Белых (род. 18 августа 1971 года, Пермь, РСФСР, СССР) — российский юрист, государственный советник юстиции 2 класса, прокурор Пермского края (2009—2015), начальник Управления Генеральной прокуратуры РФ в Приволжском федеральном округе (2015 — 2016). Старший брат бывшего губернатора Кировской области Никиты Белых.

## Биография

### Семья
- Отец — кандидат технических наук, главный металлург в «МКБ» (ОАО «Авиадвигатель»)[источник не указан 4569 дней].
- Мать — Зинаида Дмитриевна Белых — почётный гражданин города Перми, преподаватель Пермского государственного университета, директор пермского лицея № 2 при ПГУ[1] , кандидат химических наук, заслуженный работник высшей школы Российской Федерации[2].
- Младший брат Никита — российский политик, с 2009 года — губернатор Кировской области (в 2004−2005 — вице-губернатор Пермской области).

Женат. Воспитывает двух дочерей.

### Образование
В 1988 году окончил школу № 9 им. Пушкина с физико-математическим уклоном.
В 1994 году окончил юридический факультет Пермского государственного университета по специальности «юриспруденция».
В 2006 году окончил Российскую академию государственной службы при Президенте Российской Федерации (Москва) по специальности «государственное и муниципальное управление».

### Профессиональная деятельность
- 1988-1990 служба в пограничных войсках
- 1990-1994 учеба в Пермском государственном университете, факультет юридический
- 1993—1994 — помощник прокурора Свердловского района города Перми.
- 1994—1997 — прокурор отдела по надзору за следствием, дознанием и оперативно-розыскной деятельностью в областных правоохранительных органах прокуратуры Пермской области.
- В 1997 году — старший прокурор отдела по надзору за следствием, дознанием и оперативно-розыскной деятельностью в областных правоохранительных органах управления по надзору за следствием, дознанием и оперативно-розыскной деятельностью прокуратуры Пермской области.
- 1997—2000 — прокурор Нытвенского района Пермской области.
- 2000—2001 — прокурор Кировского района Перми.
- 2001—2004 — начальник следственного управления прокуратуры Пермской области.
- 2004—2005 — заместитель прокурора Пермской области.
- 2005—2009 — заместитель прокурора Пермского края.
- С 23 января 2009 года — по 8 июня 2015 года прокурор Пермского края[3][4].
- С июня 2015 назначен на должность начальника Управления Генеральной прокуратуры РФ в Приволжском федеральном округе[5].
- 28 июня 2016 года, через три дня после ареста своего брата Никиты по обвинению во взятке, Александр Белых уволился из Генпрокуратуры РФ по собственному желанию[6].
- 4 марта 2024 назначен председателем Контрольно-счетной палаты Пермского края

## Награды
- Почётная грамота Генерального прокурора Российской Федерации (2007 год)
- "Почётный работник прокуратуры РФ"
- Медаль '290 лет прокуратуре России"
- Медаль '300 лет прокуратуре России"

## Классный чин
Государственный советник юстиции 2 класса (присвоен 15 марта 2011 года)